# Blanktjärnen (Svegs socken, Härjedalen)
Blanktjärnen är en sjö i Härjedalens kommun i Härjedalen och ingår i Ljusnans huvudavrinningsområde.